# カサ・デ・カンポ (ドミニカ共和国)
カサ・デ・カンポ（スペイン語: Casa de Campo）は、ドミニカ共和国の南東の海岸に位置するラ・ロマーナにあるポンデローサ-スタイルの熱帯海岸リゾート地である。1975年に石油会社のガルフ&ウエスタンが中央ロマーナ製糖工場の敷地7,000エーカー（28平方キロメートル）をカサ・デ・カンポ・リゾートに発展させた。「カサ・デ・カンポ」とはドミニカ共和国の公用語であるスペイン語でカントリーハウスの意味である。

## 歴史
この飛び地の贅沢を初めに享受したのはガルフ＆ウエスタンの創業者にしてCEOである故チャールズ・ブルードーンの友人であった。彼はこの地に隠れ家を建設した。ブルードーンのドミニカの友人の内の1人であるオスカル・デ・ラ・レンタ (en)はカサ・デ・カンポのインテリアデザインを構築するために雇われた。ブルードーンの死後、キューバ系アメリカ人であり世界最高の「砂糖貴族」であったファンジュル家 (en)がカサ・デ・カンポを購入して下宿人たちに開放した。独占感を損なうことなく、彼らはカサ・デ・カンポを地域で最も完全なリゾート地の一へと発展させた。

## ゴルフ場
カサ・デ・カンポのゴルフ場は30年以上の間、国際的に評価されてきた。ゴルフ場設計家であるピート・ダイ (en)およびアリス・ダイ (en)は、1970年代初期からカサ・デ・カンポに家を構えていた。ジャングルと岩の多い海岸沿いを通るコースであるDiente del Perro（Teeth of the Dog、犬の歯、1971年オープン）を開発するために300人のマチェテを持った地元労働者を指導した。1971年にスポーツ誌「Sports Illustrated Swimsuit Issue (en)」の背景に用いられた後、世界のゴルファーたちがコースに集まってきた。アメリカのゴルフマガジン誌による世界のゴルフ･コース100選において、唯一のカリブ海コースとして常にベスト100に入り続け、その多くでベスト50を上回っている。2009年にランキングでは42位、2007年では43位であった。
1974年にオープンしたLinks Courseおよび、1990年にオープンした会員制のLa Romana Country Clubは、湖によるアクセントの効いた内陸のコースである。ダイによる非常に称賛された最新のコースであるDye Fore（2000年オープン）は、Chavón River (en)の上にある300フィート（91メートル）の崖の端を通り、Altos de Chavón村 (en)や遠くの山、新しいマリーナを眺望するコースである。ダイはDye Foreの次なる高台のコースに取り組んでいる。

### ゴルフ選手権
カサ・デ・カンポで開催された著名なゴルフ選手権には以下のようなものがある。
- 1974年:アイゼンハワートロフィー
- 1974年:エスピリトサントトロフィー
- 1990年:Shell's Wonderful World of Golf (en)

## ヨットハーバー
カサ・デ・カンポはモダンな新しい400隻分の停泊地をヨットハーバーに持っており、イタリアの建築家ジャンフランコ・フィーニが設計しポルトフィーノに似せた、120トンのTraveLiftを持つ造船所を備えている。この港の周囲には、レストランや売店、バー、宿泊所が並んでいる。

## メディア
カサ・デ・カンポは1987年のSports Illustrated Swimsuit Issueの背景に用いられた。